# Påk

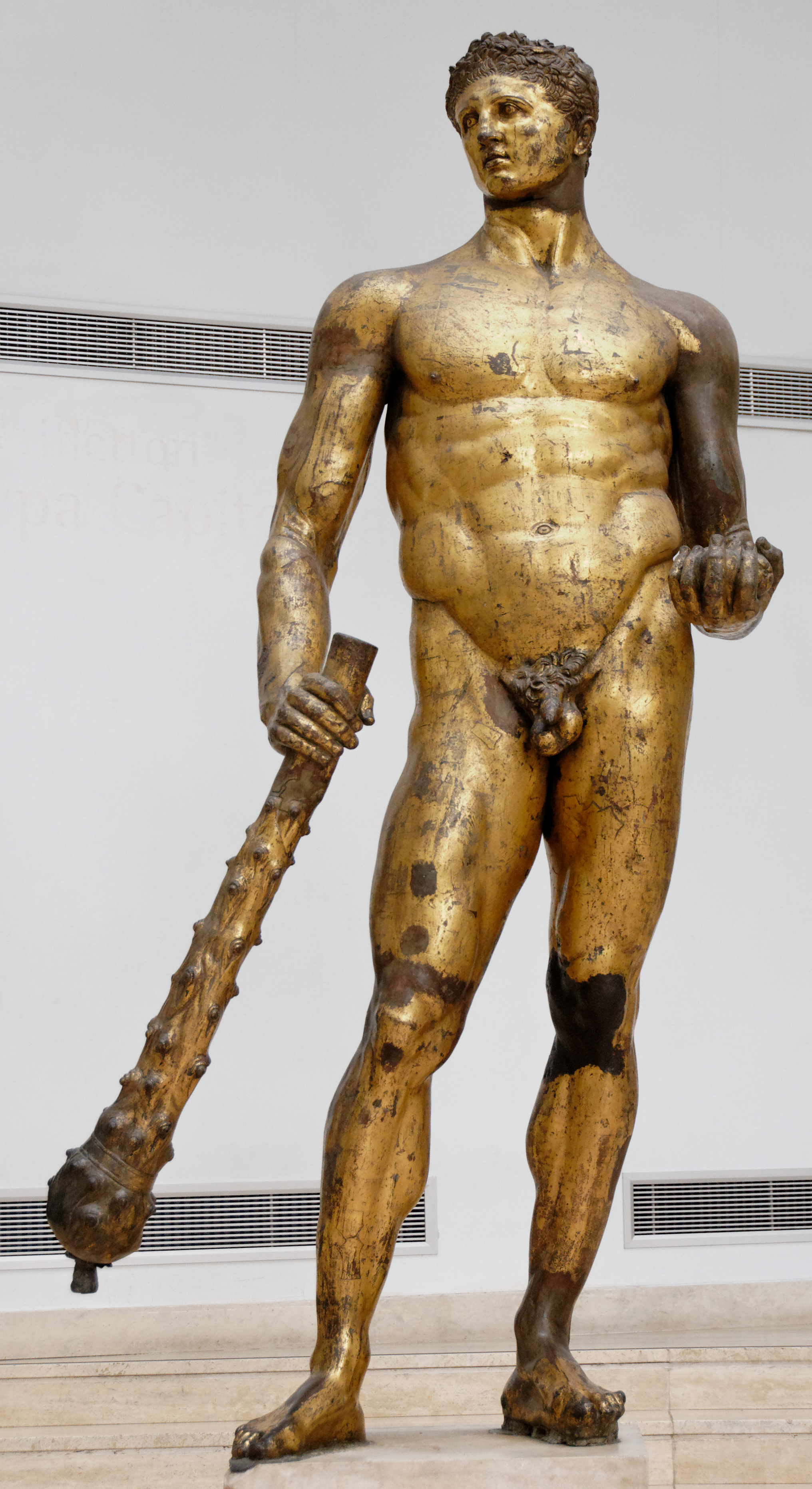
Hercules med en knölpåk.

Påk eller klubba är ett enkelt slagvapen bestående av ett handtag av varierande längd med en viss tyngd längst ut som utgör vapnets verkande del: ”huvudet”, för att ge ett kraftigt slag när detta svingas mot ett mål, även kallat att ”klubba” (stundom ”påka”).
I sin enklaste form utförs påken av en kapad gren eller dylikt, så kallad träpåk, som är smal nog i ena änden för att kunna brukas som grepp men i andra änden förtjockad till en klump som utgör ”klubbhuvudet”. Olika varianter finns, i sina mer avancerade former vanligen avsett för strid, kallad stridsklubba. De används även polisiärt (främst historiskt), då kallade batonger, och inom jakt för att klubba ihjäl fångst.

## Knölpåk
En variant av påken är den så kallade knölpåken, vars huvud är täckt av små knölar eller knotor ämnade att vålla extra trauma vid anslag. För att åstadkomma naturliga knölar tillverkas dessa oftast av en större rot eller en gren/stam med knut, vars mindre utgående rötter eller grenar bildar knölarna.
Shillelagh är en typ av knölpåk som förknippas med Irland och irländsk folklore. Sankt Sebastian blev enligt en myt ihjälslagen med knölpåkar efter att 1000 pilar inte lyckats döda honom.

## Jaktklubba

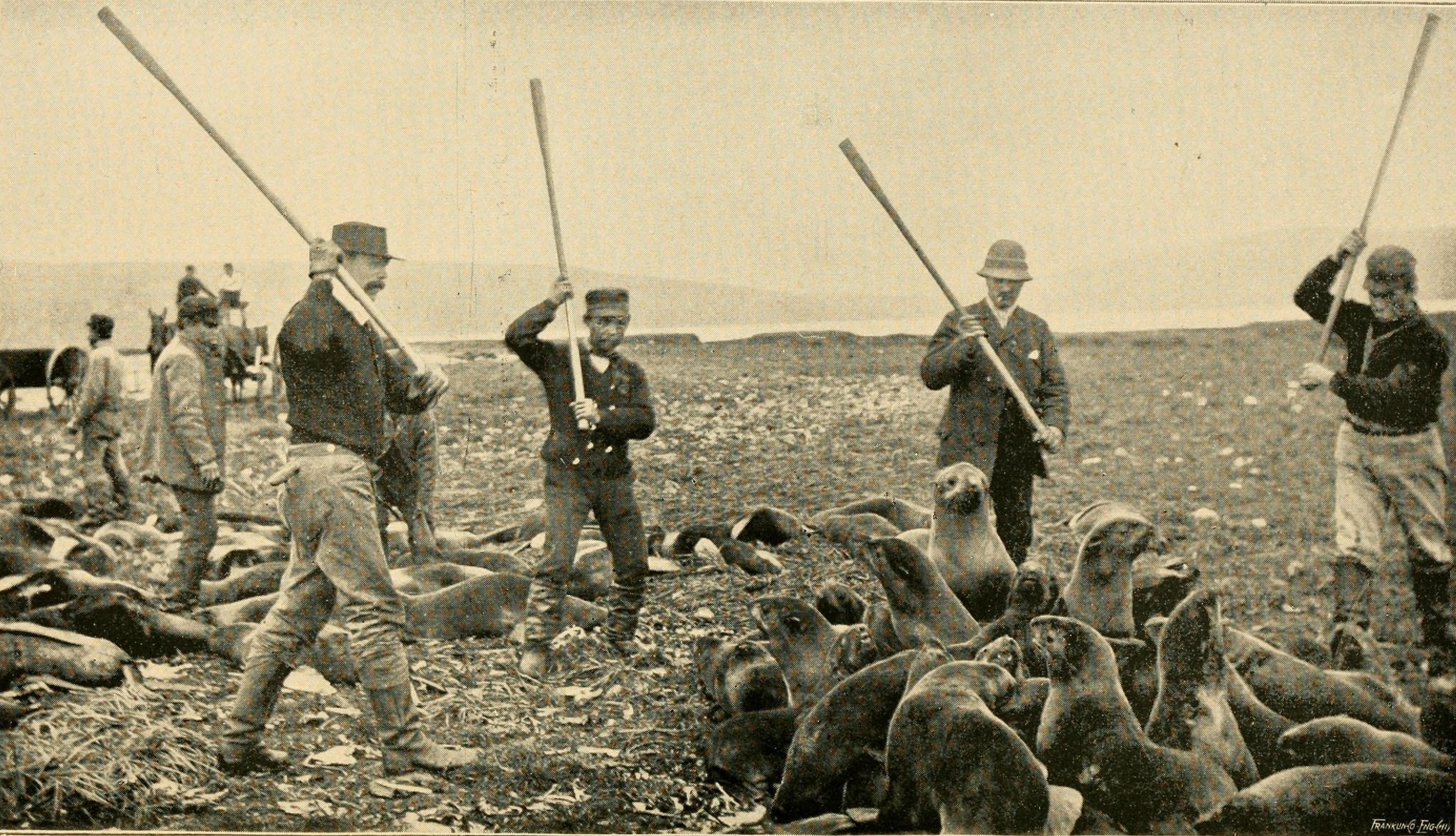
Sälklubbning i Alaska, USA, 1890-tal.

Klubbor har använts inom jakt sedan stenåldern. Gentemot stridsklubbor har jaktklubbor historiskt haft mindre komplexa främst trubbiga klubbhuvuden i syfte att inte skada villebrådets päls eller potentiellt få inälvor att brista och förstöra köttet.
I modern tid förekommer jaktklubbor främst som avlivningsmetod inom småviltjakt och fiske, den senare kallad fiskeklubba, fiskepåk eller fiskehammare.
Större jaktklubbor är ovanliga men förekommer exempelvis inom säljakt, så kallad sälklubba. Sälar är långsamma på land, varför sälklubbning inte kräver att djuren skadeskjuts först, utan jägarna omringar en hop sälar och klubbar ihjäl dem organiserat. Tekniken går ut på att träffa djuret hårt och kraftigt i huvudet så skallen krossas eller i nacken så djuret ”nackas”.

## Stridsklubba

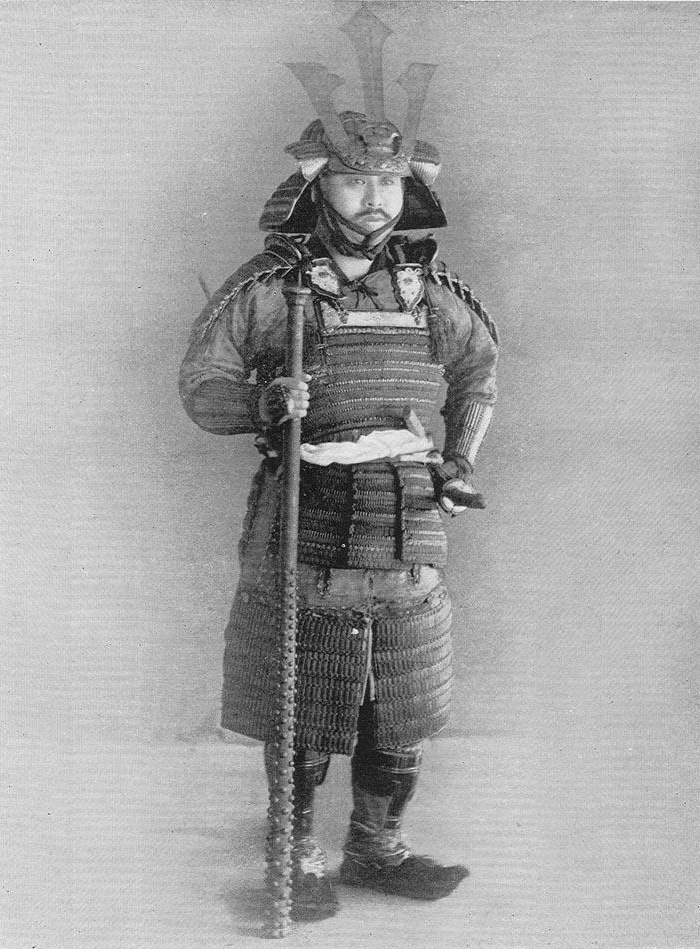
Japansk samuraj med en kanabō-stridsklubba (金砕棒, ”metallklubba”).

Klubbor har använts för strid sedan förhistorisk tid. Under stenåldern och senare bronsåldern fanns så kallade dolkstavar, en vidareutveckling av träklubbor med stenhuvud där stenen förlängts i en utdragen spets likt en dolk, vilka kan tänkas avses för strid med andra människor snarare än villebråd. Principen överlevde in i bronsåldern och dolkstavar förekommer som fynd i brons.
Stridsklubbor blev i senare eror, särskild efter introduktionen av svärd, främst ett primitivt vapen som kunde tillverkas både billigt och relativt enkelt. I takt med att plåtrustning introducerades under senmedeltiden blev stridsklubbor återigen ett modernt vapen eftersom det jämte blankvapen kan bräcka rustningsplåt med kinetisk energi. Denna tids stridsklubbor var främst gjorda i metall, särskilt klubbhuvudet, som var försett med piggar som motverkar att slag mot rustningsplåt glider av genom att bita tag i metallen, samt gör riv och punkterade verkan mot orustade fiender och deras hästar. Det fanns även stridsklubbor i trä försedda med spikhuvuden, avsedda mot oskyddade mål, såsom spikklubba, morgonstjärna (jämför stridsslaga).

## Sportredskap
Det finns otals sporter genom historien som använder klubbor som sportredskap. Majoriteten används för att slå iväg en boll eller puck.
Klubbor som används för att träffa objekt i luften brukar kallas slagträ (jämför kastträ). Sporter som använder slagträn är exempelvis brännboll, baseboll och även vissa mesoamerikanska bollspel. Slagträn som är mycket platta kan även kallas ”racket”, såsom kricketträn, vilka brukar kallas ”kärringracket” inom svensk brännboll för att de byter bort koncentrerad slagkraft mot träffsannolikhet.
Klubbor som används för att träffa objekt på marken brukar bara kallas klubba, ofta föranlett av dess avsedda sport, såsom bandyklubba, golfklubba, ishockeyklubba, lacrosseklubba med mera.

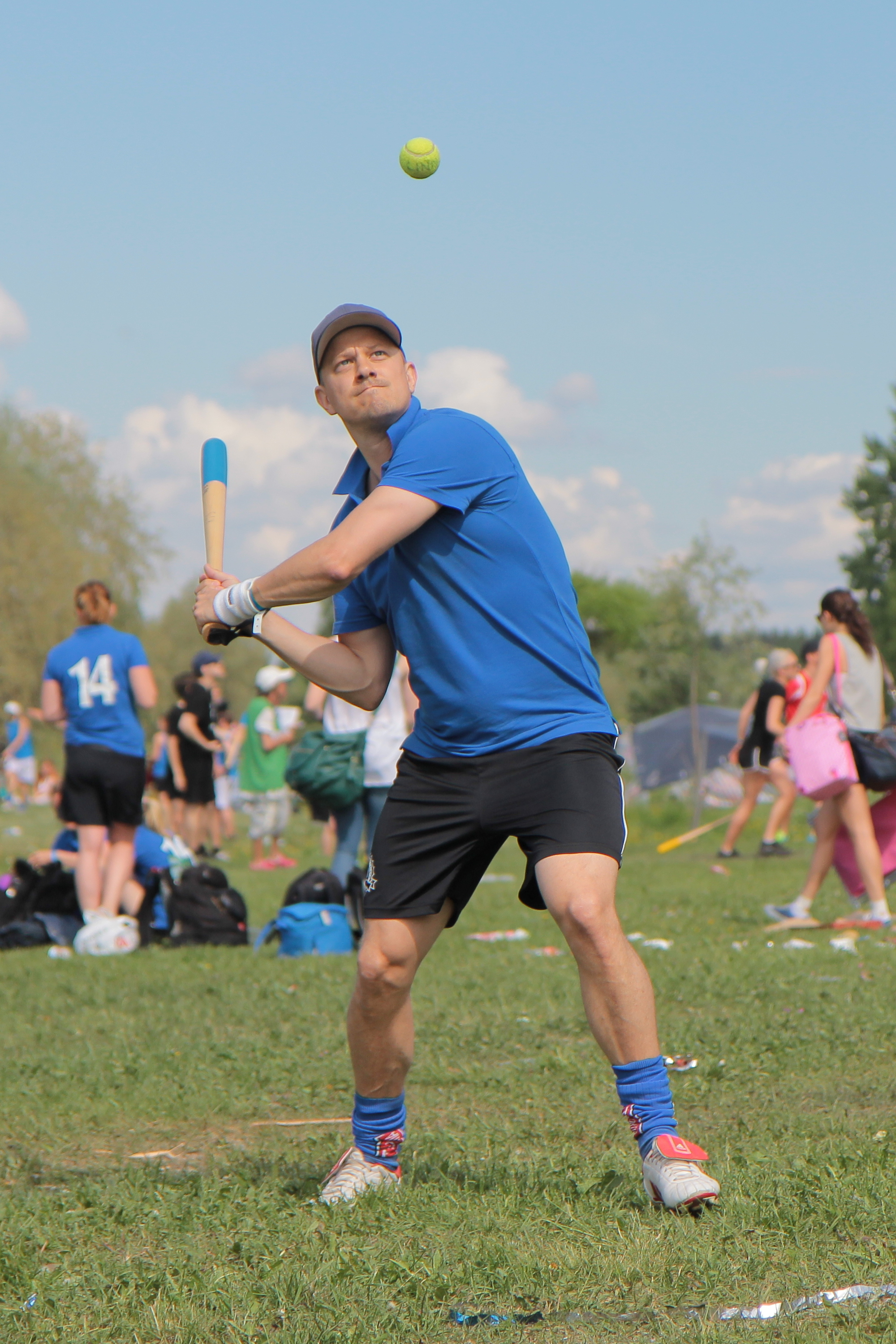
Slagträ inom brännboll.
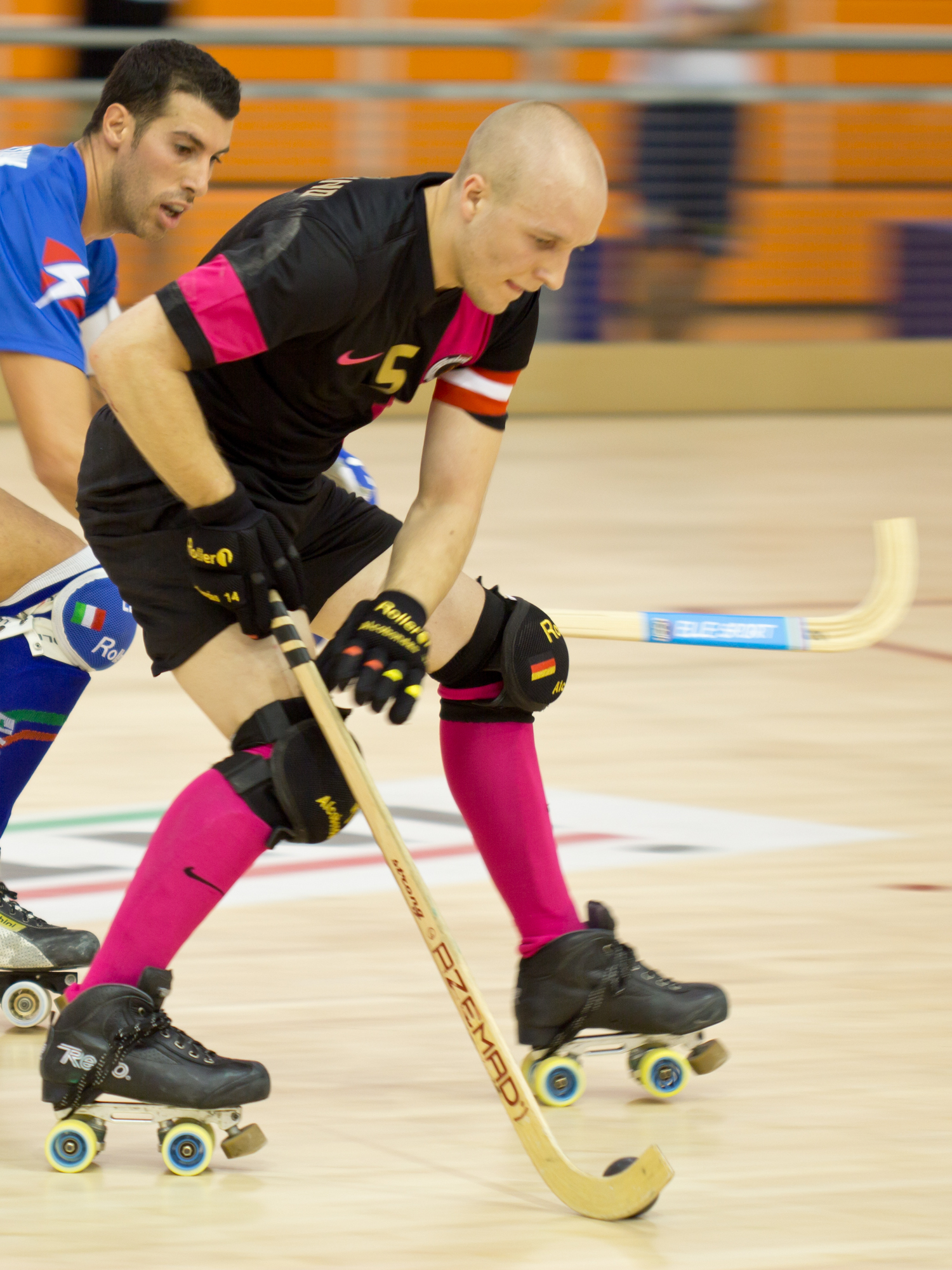
Bandyklubba inom rullskridskohockey.
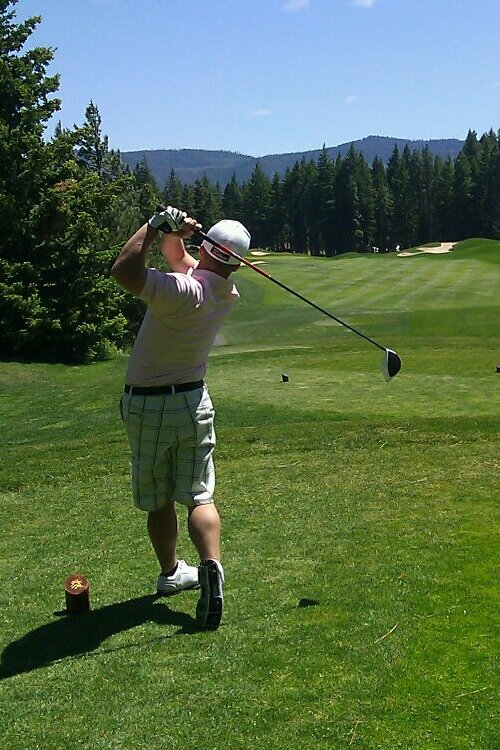
Golfklubba inom golf.